# NGC 7147
NGC 7147 је спирална галаксија у сазвежђу Пегаз која се налази на NGC листи објеката дубоког неба.
Деклинација објекта је + 3° 4' 20" а ректасцензија 21h 51m 58,3s. Привидна величина (магнитуда) објекта NGC 7147 износи 13,6 а фотографска магнитуда 14,5. NGC 7147 је још познат и под ознакама MCG 0-55-25, CGCG 376-45, NPM1G +02.0511, PGC 67518.